# Parafia Najświętszego Serca Pana Jezusa w Katowicach-Koszutce
Parafia Najświętszego Serca Pana Jezusa w Katowicach-Koszutce – parafia rzymskokatolicka w Katowicach, położona przy ul. Misjonarzy Oblatów MN 12, na terenie dzielnicy Koszutka.

## Historia
Pierwszym domem misyjnym Zgromadzenia Oblatów Maryi Niepokalanej (OMI) w Polsce był dom w Krotoszynie (poznańskim), założony w 1920 roku. Prowincja zakonna powstała w 1925 roku. Jednym z ostatnich domów zakonnych założonych przed II wojną światową był klasztor na Koszutce – jednej z północnych dzielnic Katowic. Powstał w 1933 roku. 
Od Zjednoczenia Węglowego w Katowicach zakupiono działkę o powierzchni 14,5 tys. m² ziemi na pograniczu Wełnowca i Katowic, przy ul. Zamkowej, na tzw. Kawowej Górze. Architekt Kapołka zaprojektował dom zakonny oraz kaplicę publiczną, zaś nadzór nad realizacją projektu sprawował o. Stefan Śmigielski oraz inż. Przybyła. 28 sierpnia 1936 położono kamień węgielny i przystąpiono do prac budowlanych, które, choć z drobnymi zakłóceniami – były pomyślnie realizowane.  Początkowo biskup Teofil Bromboszcz zakazał budowy kaplicy publicznej; zezwolił jedynie na stworzenie kaplicy domowej na potrzeby księży oblatów. W 1937 roku biskup Juliusz Bieniek poświęcił klasztor i kaplicę. Kaplica poświęcona została Najświętszemu Sercu Pana Jezusa (odpust w niedzielę po tej uroczystości). Ze względu na szybki rozwój miasta w tym kierunku, przy klasztornej kaplicy 2 XII 1939 roku powstała samodzielna placówka duszpasterska. 
Po wojnie, w 1957 roku przystąpiono do rozbudowy kaplicy. Powstał kościół, z wnętrzem, w którym umieszczono witraże autorstwa Wiktora Ostrzołka. 3 grudnia 1984 stację duszpasterską zamieniono na pełnoprawną parafię. W 1989 podjęto starania o kolejną przebudowę. Rozbudowę kościoła według projektu Tadeusza Czerwińskiego i Jana Muszyńskiego zakończono w 1999 roku. 

## Proboszcz
- O. Rafał Bytner od 2021
- O. Bartosz Madejski 2013–2021
- O. Norbert Sojka 2003–2013
- O. Henryk Tomys 1982–2003